# Mouvement civique RETE
Le Mouvement civique RETE (italien : Movimento Civico Rinnovamento, Equità, Transparenza, Ecosostenibilità, soit « Mouvement civique renouveau, équité, transparence, éco-durabilité ») est un parti politique de Saint-Marin.

## Historique
Le parti est créé par des groupes d'activistes des domaines environnementaux, artistiques et des droits civiques en vue des élections législatives de 2012. Le parti y obtient 6,28 % des voix et 4 sièges.
En 2016, en vue des élections, il fonde une coalition, appelée Démocratie en mouvement avec un nouveau parti, le Mouvement démocratique – Ensemble Saint-Marin. Le soir du vote, le Mouvement civique RETE arrive en deuxième position des partis individuellement, avec 18,33 % des voix, triplant son score par rapport à l'élection précédente. Cependant, la coalition obtient 23,18 %, et ne se qualifie pas pour le second tour, rendu nécessaire, parce qu'aucune coalition n'a obtenu de majorité, ce qui constitue une première dans l'histoire électorale de la République. Finalement, le parti obtient huit sièges,.

## Résultats électoraux
| Année | %     | Sièges  | Gouvernement |
| ----- | ----- | ------- | ------------ |
| 2012  | 6,28  | 4 / 60  | Opposition   |
| 2016  | 18,33 | 8 / 60  | Opposition   |
| 2019  | 18,23 | 11 / 60 | Opposition   |
| 2024  | 5,07  | 3 / 60  | Opposition   |